# Абдалла (мбанго)
Абдалла I (бл. д/н — 1608) — 4-й мбанго (володар) Багірмі в 1568—1608 роках.

## Життєпис
Походив з династії Кенга. Замолоду прийняв іслам. 1568 року спадкував трон після смерті мбанго Мало. Продовжив політику попередника щодо ісламізації населення, оголосивши іслам державною релігією Багірмі. також прийняв титул султана, який використовував разом з традиційним титулом мбанго.
Відновив активну зовнішню політику, підкоривши плем'яні об'єднання в долині річки Шарі — Асале, Медого, Модон, Мусгум, Мафалінг, Манд'ята, Багумен, Бусо, Бонай, Баланир, Сарас, Габері, Сомрай, Гуллу, Ндука, Нуба, Сауна, Дебаба, Семліджі, Козам, Маберате та Сокоро, племена фульбе і булала. більшість з них стало сплачувати данину рабами та худобою, а дебаба, Козам, Маберате, асале, Семліджі та фульбе — 1 тис. коней на рік.
У дрійгій половині свого панування Абдалла стикнувся з зовнішніми амбіціями імперії Борну. Зрештою у війні з маї Ідрісом III зазнав поразки й вимушен був визнати зверхність Борну.
Помер Абдалла 1608 року. Йому спадкував Умар.